# Jella Haase
Jella Haase (Berlin-Kreuzberg, 27 oktober 1992) is een Duits actrice.
In 2012 won ze de Bayerischer Filmpreis in de categorie beste jonge actrice, voor haar rol in de films Lollipop Monster en Kriegerin.
In 2022 speelde ze Kleo, de hoofdrol in de gelijknamige Netflix-serie. Deze serie speelt zich af na de val van de Berlijnse Muur, waarin het personage Kleo Straub in de rol als voormalige Oost-Duitse spion en Stasi-huurmoordenaar uitzoekt wie haar verraden heeft en waarom.

## Biografie
Jella Haase werd geboren als dochter van een technicus en een tandarts in Berlijn-Kreuzberg, waar ze ook opgroeide. Ze studeerde in 2013 af aan de middelbare school. Ze heeft geen toneelschool gevolgd. Jella Haase begon als kind met acteren in het theater. Ze verscheen voor de camera voor haar eerste korte film in 2009 en speelde haar eerste hoofdrol in de tv-film Mama kommt! Verdere televisieproducties volgden, waaronder twee optredens in Polizeiruf 110. In 2010 verscheen ze in zes afleveringen van het transmediaproject Alpha 0.7 - Der Feind in dir van SWR.
In 2011 verscheen ze voor het eerst in de bioscoop in Männerherzen ... und die ganz große Liebe (scenario en regie: Simon Verhoeven). In hetzelfde jaar kreeg ze een hoofdrol in de neonazistische milieustudie Kriegerin van David Wnendt. Voor deze prestatie en haar rol in Lollipop Monster, dat ook in 2011 werd uitgebracht, ontving ze de prijs voor Beste Jonge Actrice bij de 2011 Bavarian Film Awards. Begin 2013 werd Tatort Puppenspieler uitgezonden, waarin ze een minderjarige prostituee speelt die zich laat filmen terwijl ze seks heeft met een rechter en hem vervolgens probeert te chanteren met de video. Ze ontving de Günter Strack Television Award voor Beste Actrice in juni 2013.
Haase speelde de rol van schoolmeisje Chantal in de komediefilm Fack ju Göhte, de best verdienende Duitse film van 2014. Voor deze rol werd ze genomineerd voor de Duitse Filmprijs voor Beste Bijrol. Ze nam ook de rol van Chantal op zich in de vervolgen Fack ju Göhte 2 (2015), Fack ju Göhte 3 (2017) en Chantal im Märchenland (2024). Samen met Lena Klenke en Gizem Emre won ze de Bavarian Film Award en de Jupiter Film Award voor het tweede deel. Haase werd ook geëerd als Duitse Shooting Star op de Berlinale van 2016. In hetzelfde jaar nam ze de rol van politieagente Maria Mohr op zich in Tatort Auf einen Schlag (2016).
Van 2019 tot 2021 was ze lid van het Volksbühne Berlin ensemble.
Haase ontving een nominatie voor de Duitse Filmprijs voor Beste Bijrol in 2020 voor haar vertolking van high class prostituee Mieze in Burhan Qurbani's speelfilm Berlin Alexanderplatz. In 2020 speelde ze de hoofdrol in de kinderfilm Paule und das Krippenspiel van Karola Hattop. Op de Berlinale van 2021 werd ze benoemd in de internationale kinder- en jeugdfilmjury van de Generation-sectie. In hetzelfde jaar speelde ze de bijrol van Katarina in de filmbiografie Lieber Thomas van Andreas Kleinert, waarvoor ze in 2022 voor het eerst de Duitse Filmprijs won. In de 8-delige Netflix-serie Kleo, uitgebracht in 2022, speelde ze de titelrol van een huurmoordenaar die in dienst was van de staatsveiligheid en na haar gevangenschap en de ineenstorting van de DDR op zoek gaat naar wraak. Voor deze rol won ze in 2023 de Duitse Televisieprijs voor Beste Actrice.

## Filmografie

### Bioscoopfilms
- 2011: Lollipop Monster
- 2011: Kriegerin
- 2011: Männerherzen … und die ganz ganz große Liebe
- 2012: Ruhm
- 2013: Puppe
- 2013: König von Deutschland
- 2013: Fack ju Göhte
- 2014: Die junge Sophie Bell
- 2015: Fack ju Göhte 2
- 2015: 4 Könige
- 2015: Heidi
- 2016: Looping
- 2016: Nirgendwo
- 2017: Fack ju Göhte 3
- 2018: Vielmachglas
- 2018: 25 km/h
- 2019: Die Goldfische
- 2019: Kidnapping Stella
- 2019: Get Lucky – Sex verändert alles
- 2019: Das perfekte Geheimnis
- 2020: Kokon
- 2020: Berlin Alexanderplatz
- 2020: Bis wir tot sind oder frei
- 2021: Lieber Thomas
- 2024: Chantal im Märchenland

Korte films
- 2009: Der letzte Rest
- 2010: Orpheus
- 2011: Licht
- 2020: Paule und das Krippenspiel
- 2023: God Has Forgotten Us in the Backseat of a Locked Car During Summer

### Televisiefilms
- 2009: Mama kommt!
- 2009: Liebe in anderen Umständen
- 2010: Meine Familie bringt mich um!
- 2011: Hannah Mangold & Lucy Palm
- 2013: Hannah Mangold & Lucy Palm – Tot im Wald
- 2013: Eine verhängnisvolle Nacht
- 2013: Die goldene Gans
- 2014: Helen Dorn – Unter Kontrolle
- 2015: Die Klasse – Berlin ’61
- 2017: Das Leben danach

### Televisieseries
- 2009: Polizeiruf 110: Tod im Atelier
- 2010: Polizeiruf 110: Einer von uns
- 2010: Alpha 0.7 – Der Feind in dir (6 afleveringen)
- 2010: Die Draufgänger – Mein Land
- 2012: Kommissar Stolberg – Trance
- 2013: Tatort: Puppenspieler
- 2014: Der Kriminalist – Checker Kreuzkölln
- 2015: The Team (8 afleveringen)
- 2016: Tatort: Auf einen Schlag
- 2022: Kleo (7 afleveringen)
- 2024: Kleo (8 afleveringen)

### Synchronisatie
- 2016: Jenny Slate als Gidget in Pets
- 2017: als Burgfräulein Bö in Ritter Rost 2: Das Schrottkomplott

## Hoorspelen
- 2013: Tamta Melaschwili: Abzählen – Bewerking en regie: Elisabeth Weilenmann (hoorspel van de maand november 2013 – NDR/ORF)
- 2014: Philip Stegers: Die Siedlung – Regie: Benjamin Quabeck (misdaadhoorspel – WDR)